# Volta ao País Basco de 1924
A I Volta ao País Basco ou Grande Prêmio Excelsior, disputada entre a 7 de agosto e a 10 de agosto de 1924, estava dividida em 3 etapas para um total de 623 km.
Para esta primeira edição inscreveram-se 69 ciclistas, dos que finalmente participaram 38 e finalizaram a prova 29 deles.
O vencedor final foi o ciclista francês Francis Pelissier, baseando sua vitória na primeira etapa com final em Pamplona e conservando sua distância.

## Passos prévios
O grande precursor da prova, o jornal "Excelsior" compôs um potente comité organizador, no que estavam integradas as mais relevantes personalidades bizcainhas do desporto da época. A sua pretensão era organizar a corrida mais importante que se tinha organizado em Espanha.
Sem dúvida o mais complicado foi atrair a ciclistas de primeiro nível, que até então mal tinham disputado corridas em território espanhol. Não obstante teve três circunstância fundamentais que facilitaram o trabalho, em primeiro lugar o trabalho do comité organizador, em segundo lugar a colaboração de L'Auto ' e por último o interesse comercial que supunha a Volta ao País Basco para a casa Automoto.
Automoto e seu filial Christophe, tinham por então em suas fileiras aos melhores ciclistas franceses da época. Entre eles estavam os irmãos Pelissier, o maior Henri e Francis, Victor Fontan, Jean Brunier, Henri Colle, Charles Lacquehay. A nómina dos foráneos completava-se com Simon Tequi de France Sport que se apontou a última hora.
Entre os nacionais destacavam os catalães Miguel Mucio e Teodoro Monteys e os locais estavam Segundo Barruetabeña, Lucas Jauregui e José Luis Miner.
A organização dispôs de duas classificações, a geral e a nacional, à que só podiam optar os corredores espanhóis, o prêmio para o vencedor da primeira era de 2.000 pesetas e de 1.000 pesetras para o nacional. Ao mesmo tempo, todos os corredores podiam disputar diversas primas nos passos de alguns povos, que estes mesmos organizavam. Finalmente a organização dispôs que o primeiro da geral portaria um camisola vermelho como distintivo.

## Desenvolvimento da prova

### 1.ª etapa: Bilbao-Vitória-Pamplona
-Itinerario: Bilbao, Sodupe, Oquendo, Llodio, Orduña (controle de assinatura), Munguía, Vitória (controle de abastecimento e 20 minutos de parada obrigatória), Salvatierra, Alsasua, Irurzun e Pamplona.
A priori era a etapa que apresentava menores dificuldades orográficas, com o último porto a mais de cem quilómetros da meta, que também não eram de excessiva dureza.
Depois da saída em Bilbao, em costas de Castrejana, já se produziu o primeiro ataque por parte dos franceses Henri Pélissier, Francis Pelissier, Victor Fontan, Jean Brunier e Charles Lacquehay, que mantiveram sua vantagem até Orduña, onde Brunier se atrasou por problemas mecânicos, conquanto o grupo com os quatro fugidos antes de Vitória, onde estava o controle e parada obrigatória de vinte minutos. Depois deles chegava Miguel Mucio a 2' 00s e a 5' 40s Simon Tequi.
Uma vez passados os vinte minutos, reiniciou-se a marcha, saindo cada corredor com o tempo de atraso que tinha com respeito ao primeiro grupo, conquanto na meta teve bastantes reclamações que os comissários atenderam, corrigindo a classificação. Em futuras edições suprimiu-se a parada para evitar novos problemas.
Pouco antes de chegar a Vitória, escapou-se Francis Pelissier, que foi aumentando sua vantagem, graças ao controle de seu irmão Henri e companheiro de equipa. À meta de Pamplona chegou com 15 minutos de vantagem sobre o grupo de seu irmão. Ao longo de todo o percurso o número de aficionados e público em general superou com cresces as previsões mais optimistas.

### 2.ª etapa: Pamplona-San Sebastián
-Itinerario: Pamplona, Aoiz, Burguete (abastecimento), Roncesvalles, Arnéguy, San Juan del Puerto, Larzabale, Maule (controle de assinatura e abastecimento), Donapaleu, Hasparren, Kanbo, Baiona (controle de assinatura), Saint-Jean-de-Luz, Behovia e San Sebastián.
Foram da partida 31 corredores e nada mais dar-se o banderaço de saída, os franceses tentaram repetir o do dia anterior, mas desta vez sem sucesso chegando-se em pelotão ao pé do porto de Ibañeta.
Ao longo da ascensão, o pelotão dividiu-se em dois. Por diante os irmãos Pelissier, Lacquehay, Colle, Tequi, Fontan, Teodoro Monteys, Eduardo Loiro, Guillermo Antón, Jaime Janer, Juan De Juan e Lucas Jauregui. Foi após o passo pelo Col de Osquich (célebre no Tour), quando se rompeu definitivamente a corrida, ficando em cabeça os cinco franceses os dois Pelissier, Lacquehay, Tequi e Fontan, com o suíço Colle e o catalão Janer.
Em Maule estava o segundo controle de abastecimento e os de cabeça tomaram-lho com acalma, excessiva, já que conseguiram apanhar-lhes Jauregui, Monteys e Mucio. Pelo que se tinha formado um pelotão de dez unidades, enquanto Brunier seguia de perto aos fugidos.
Depois de diversas fugas de Simon Tequi consegui partir-se o grupo em dois, ficando atrás o líder Francis Pelissier. Não obstante fez uma grande demonstração de seu bom estado de forma e deu-lhes caça em solitário antes de Hendaya. Depois disso se reduziu o ritmo e puderam juntar Janer e Monteys, mas o primeiro deles fincou e ficou finalmente descolado.
Por conseguinte a disputa da etapa em San Sebastián seria entre os cinco franceses, o suíço Colle e o catalão Teodoro Monteys. depois de um ataque de Simon Tequi atacou foi Henri Pelissier o que venceu na etapa. Por enquanto os irmãos Pelissier pareciam dispostos a levar-se tudo, contando já com duas vitórias em duas etapas e a camisola vermelho de líder da geral.

### 3.ª etapa: San Sebastián-Bilbao
-Itinerário: San Sebastián, Deva, Lequeitio (controle de assinatura e abastecimento), Arteaga, Guernica y Luno, Bermeo (controle de assinatura), Munguía, Plencia (controle de assinatura), Algorta e Bilbao.
Após um dia de descanso, foram 29 os ciclistas que tomaram a saída. A general estava clara para os "Automoto", no entanto os "nacionais" deviam lutar pela sua classificação que ainda não tinha dono fixo, ainda que Teodoro Monteys partia com vantagem.
Os bascos deixaram-se ver em toda a etapa. O local segundo Barruetabeña, de Ibarruri, queria passar o primeiro por Guernica e conseguiu-o após lançar-se duramente pela costa de Cortezubi.
Ao passo por Plencia já estava formado o grupo que se ia disputar a etapa. Nele estavam os seis franceses, o suíço e os "nacionais" Domingo Gutiérrez, Jaime Janer, Miguel Mucio, Graciano Eceiza, Teodoro Monteys e Segundo Barruetabeña, ainda que este último fincou nas Areias e já não pôde ligar.
A meta estava situada no Campo de Volantín de Bilbao. O sprint foi formidável e o desvincule totalmente inesperado com a vitória de Simon Tequi. O seu mérito foi grande, como assim foi o enfado de Henri Pelissier por perder a vitória de etapa e não poder figurar em todos os postos de honra da volta.
O triunfo no geral final foi de Francis Pelissier e vitória na classificação "nacional" de Teodoro Monteys.

## Etapas
| Etapa     | Data     | Percurso               | km  | Vencedor da Etapa | Líder da geral    |
| --------- | -------- | ---------------------- | --- | ----------------- | ----------------- |
| 1.ª etapa | 07/08/24 | Bilbao-Pamplona        | 182 | Francis Pelissier | Francis Pelissier |
| 2.ª etapa | 08/08/24 | Pamplona-San Sebastián | 268 | Henri Pélissier   | Francis Pelissier |
| 3.ª etapa | 10/08/24 | San Sebastián-Bilbao   | 173 | Simon Tequi       | Francis Pelissier |

## Classificações
| \| 1. \| Francis Pelissier \| França \| 22h 46' 36" \| \| 2. \| Henri Pélissier \| França \| + 14' 54" \| \| 3. \| Charles Lacquehay \| França \| + 14' 54" \| \| 4. \| Víctor Fontan \| França \| + 14' 54" \| \| 5. \| Simon Tequi \| França \| + 19' 11" \| \| 6. \| Jean Brunier \| França \| + 21' 43" \| \| 7. \| Teodoro Monteys \| Espanha \| + 22' 02s \| \| 8. \| Henri Colle \| França \| a 24' 54" \| \| 9. \| Miguel Mucio \| Espanha \| + 26' 41" \| \| 10. \| Jaime Janer \| Espanha \| + 40' 39" \| |                   |         |             |
| 1. | Francis Pelissier | França  | 22h 46' 36" |
| 2. | Henri Pélissier   | França  | + 14' 54"   |
| 3. | Charles Lacquehay | França  | + 14' 54"   |
| 4. | Víctor Fontan     | França  | + 14' 54"   |
| 5. | Simon Tequi       | França  | + 19' 11"   |
| 6. | Jean Brunier      | França  | + 21' 43"   |
| 7. | Teodoro Monteys   | Espanha | + 22' 02s   |
| 8. | Henri Colle       | França  | a 24' 54"   |
| 9. | Miguel Mucio      | Espanha | + 26' 41"   |
| 10. | Jaime Janer       | Espanha | + 40' 39"   |

| \| 1. \| Teodoro Monteys \| Uniu Sportiva de Sans \| 23h 08' 38" \| \| 2. \| Miguel Mucio \| Uniu Esportiva de Sans \| + 4' 39" \| \| 3. \| Jaime Janer \| Uniu Sportiva de Sans \| + 19' 13" \| \| 4. \| Lucas Jauregui \| Tolosa FBC \| + 38' 17" \| \| 5. \| Domingo Gutiérrez \| Athletic Clube \| + 44' 32" \| \| 6. \| Segundo Barruetabeña \| Areias Clube \| + 51' 40" \| \| 7. \| Ricardo Montero \| Real União de Irún \| + 1h 15' 11" \| \| 8. \| Manuel Fernández \| Independente \| + 1h 32' 24" \| \| 9. \| Demetrio Del Val \| Real Sociedade \| + 1h 35' 38" \| \| 10. \| Santiago Aseguinolaza \| Tolosa FBC \| + 2h 02' 25" \| |                       |                        |              |
| 1. | Teodoro Monteys       | Uniu Sportiva de Sans  | 23h 08' 38"  |
| 2. | Miguel Mucio          | Uniu Esportiva de Sans | + 4' 39"     |
| 3. | Jaime Janer           | Uniu Sportiva de Sans  | + 19' 13"    |
| 4. | Lucas Jauregui        | Tolosa FBC             | + 38' 17"    |
| 5. | Domingo Gutiérrez     | Athletic Clube         | + 44' 32"    |
| 6. | Segundo Barruetabeña  | Areias Clube           | + 51' 40"    |
| 7. | Ricardo Montero       | Real União de Irún     | + 1h 15' 11" |
| 8. | Manuel Fernández      | Independente           | + 1h 32' 24" |
| 9. | Demetrio Del Val      | Real Sociedade         | + 1h 35' 38" |
| 10. | Santiago Aseguinolaza | Tolosa FBC             | + 2h 02' 25" |